# Sil·los
Sil·los (en grec antic Σίλλος) és, segons la mitologia grega, un net de Nèstor a través del seu pare Trasimedes. El seu fill va ser Alcmeó.
Quan els heràclides van envair el Peloponès, va fugir a l'Àtica, on el seu fill va fundar la família noble atenesa dels alcmeònides. Aquest Alcmeó fill de Sil·los és diferent de l'altre Alcmeó, més conegut, el fill d'Amfiarau.